# Hydroglyphus plagiatus
Hydroglyphus plagiatus är en skalbaggsart som först beskrevs av H. J. Kolbe 1883.  Hydroglyphus plagiatus ingår i släktet Hydroglyphus och familjen dykare. Inga underarter finns listade i Catalogue of Life.